# ISPS Handa Wales Open
Le ISPS Handa Wales Open est une compétition de golf se déroulant au Pays de Galles, créé en 2000. Il fait partie du Circuit Européen.

## Tournoi

### Histoire
L’édition 2020 est remportée par le Français Romain Langasque, au terme d’une remontée prodigieuse le dernier jour, avec une carte de 65. Il signe ainsi son premier succès sur le Tour Européen.

## Palmarès
| Année                               | Pays                           | Vainqueur                      | Score                          | Écart                          |
| Celtic Manor Resort Wales Open      | Celtic Manor Resort Wales Open | Celtic Manor Resort Wales Open | Celtic Manor Resort Wales Open | Celtic Manor Resort Wales Open |
| ----------------------------------- | ------------------------------ | ------------------------------ | ------------------------------ | ------------------------------ |
| 2000                                | Danemark                       | Steen Tinning                  | 273 (−15)                      | 1 coup                         |
| 2001                                | Irlande                        | Paul McGinley                  | 138 (−6)                       | Playoffs                       |
| 2002                                | Écosse                         | Paul Lawrie                    | 272 (−16)                      | 5 coups                        |
| 2003                                | Angleterre                     | Ian Poulter                    | 270 (−18)                      | 3 coups                        |
| Celtic Manor Wales Open             |                                |                                |                                |                                |
| 2004                                | Angleterre                     | Simon Khan                     | 267 (−21)                      | Playoffs                       |
| 2005                                | Espagne                        | Miguel Ángel Jiménez           | 262 (−14)                      | 4 coups                        |
| 2006                                | Suède                          | Robert Karlsson                | 260 (−16)                      | 3 coups                        |
| 2007                                | Afrique du Sud                 | Richard Sterne                 | 263 (−13)                      | 1 coup                         |
| 2008                                | Australie                      | Scott Strange                  | 262 (−22)                      | 4 coups                        |
| 2009                                | Danemark                       | Jeppe Huldahl                  | 275 (−9)                       | 1 coup                         |
| 2010                                | Irlande du Nord                | Graeme McDowell                | 269 (−15)                      | 3 coups                        |
| Saab Wales Open                     |                                |                                |                                |                                |
| 2011                                | Suède                          | Alex Norén                     | 275 (−9)                       | 2 coups                        |
| ISPS Handa Wales Open               |                                |                                |                                |                                |
| 2012                                | Thaïlande                      | Thongchai Jaidee               | 278 (−6)                       | 1 coup                         |
| 2013                                | France                         | Grégory Bourdy                 | 276 (−8)                       | 2 coups                        |
| 2014                                | Pays-Bas                       | Joost Luiten                   | 270 (−14)                      | 1 coup                         |
| 2015−2019 : Pas de tournoi          |                                |                                |                                |                                |
| 2020                                | France                         | Romain Langasque               | 276 (−8)                       | 2 coups                        |
| Cazoo Open supported by Gareth Bale |                                |                                |                                |                                |
| 2021                                | Espagne                        | Nacho Elvira                   | 268 (−16)                      | Playoffs                       |
| 2022                                | Angleterre                     | Callum Shinkwin                | 276 (−12)                      | 4 coups                        |